# مقبره مادوری

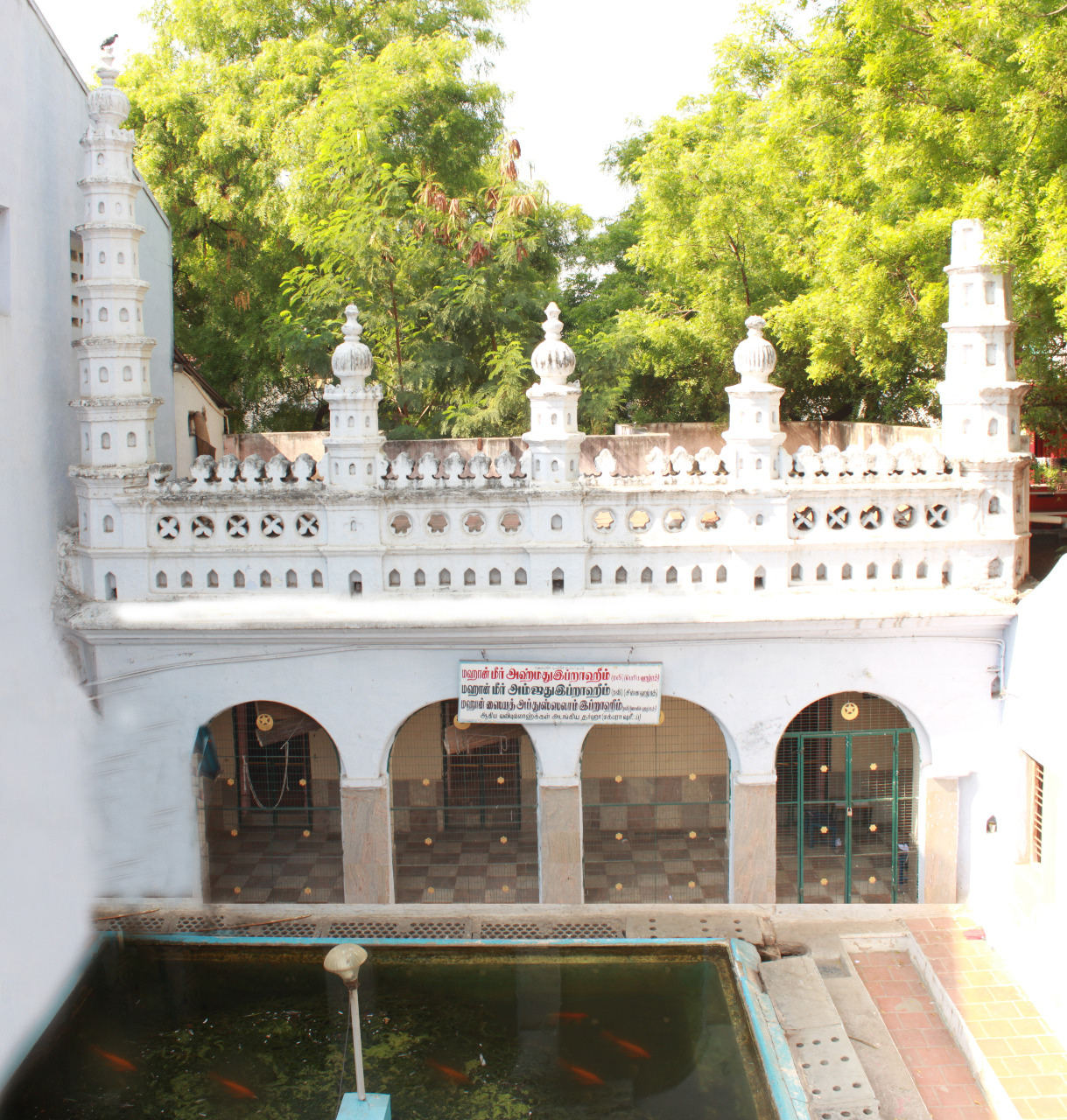
مقبره مادوری

مقبره مادورای مقبره سه صوفی مسلمان اهل هند است که در شهر مادورای در ایالت تامیل نادو واقع شده است.

## نگارخانه

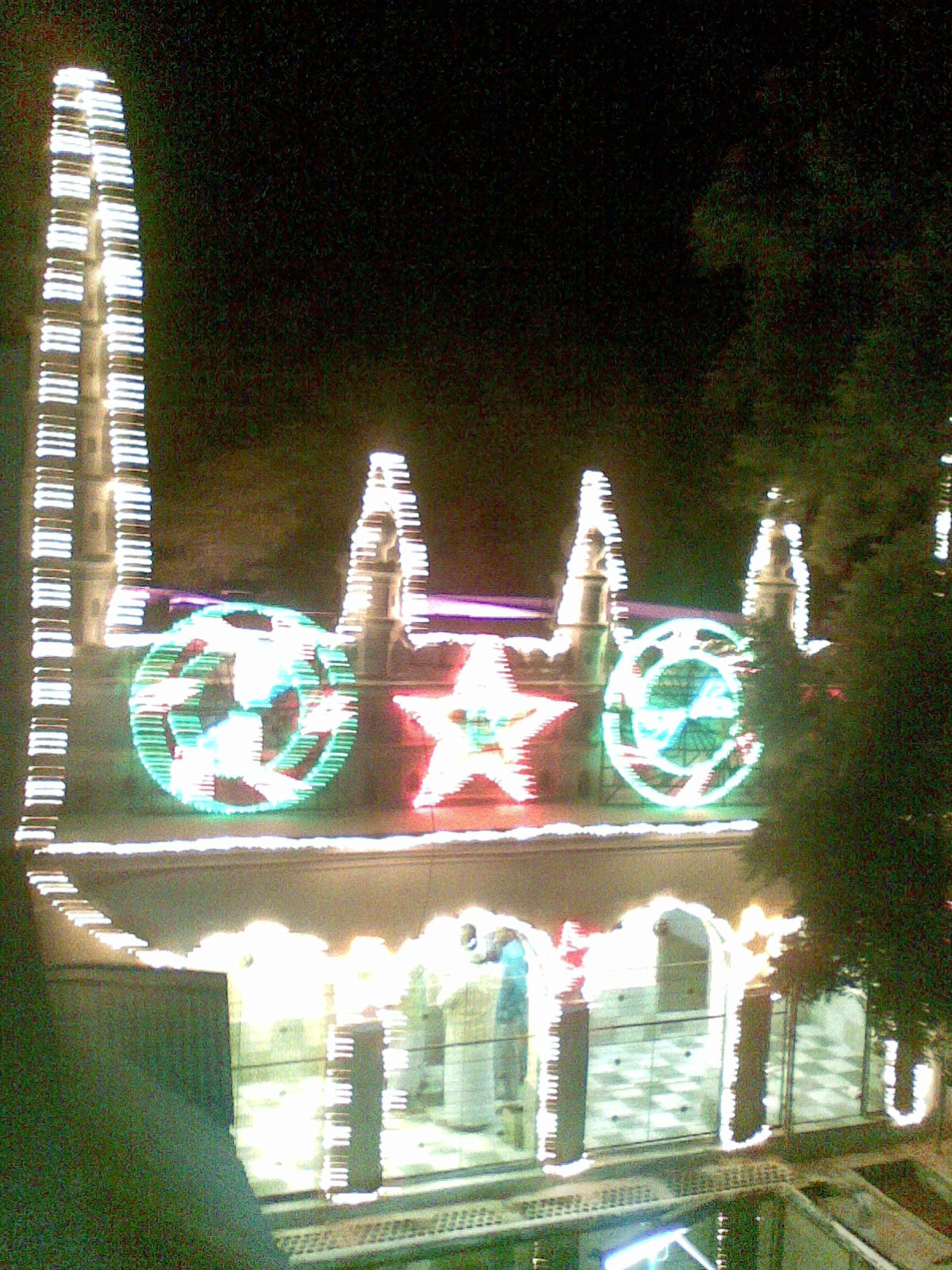
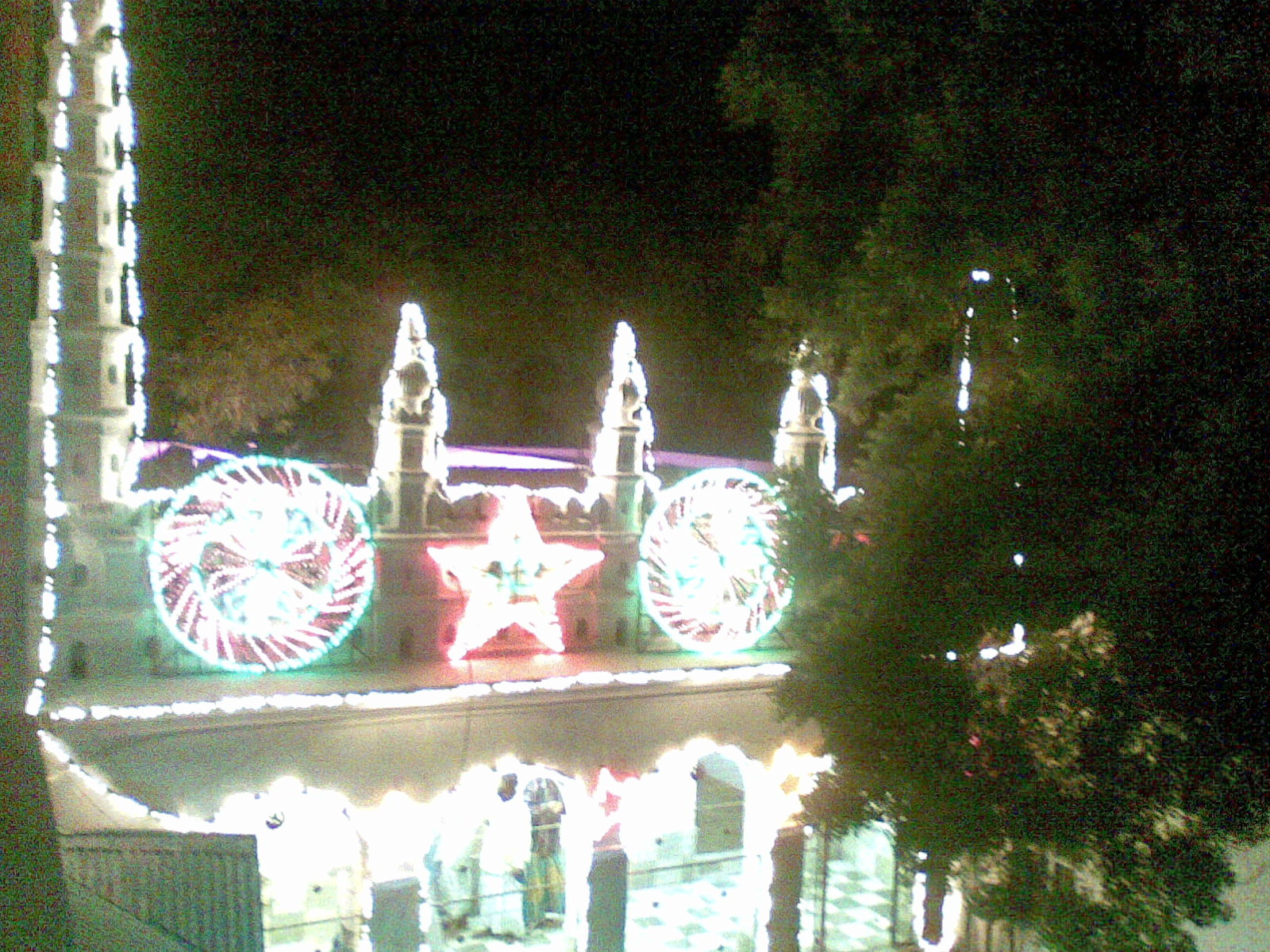
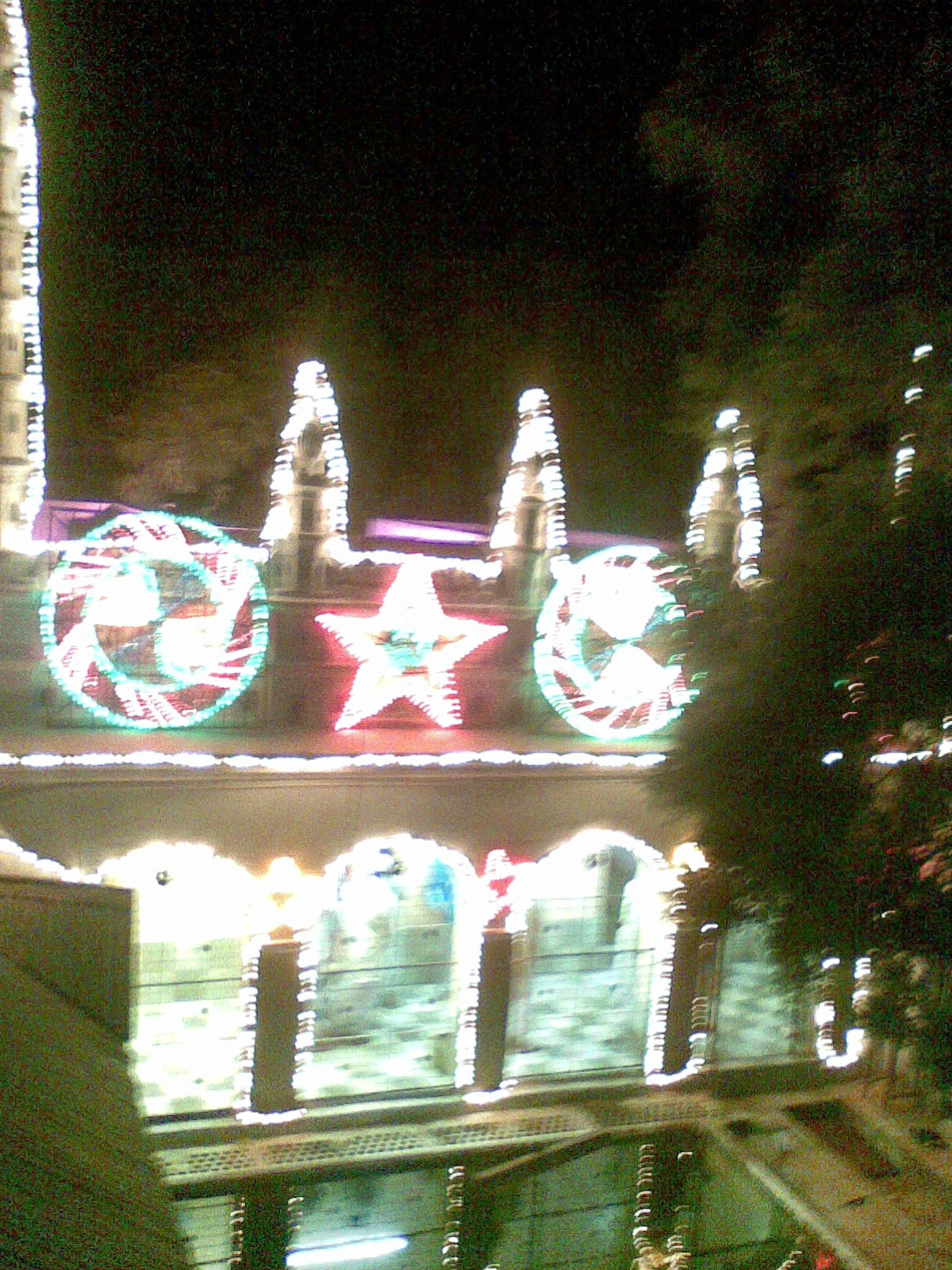
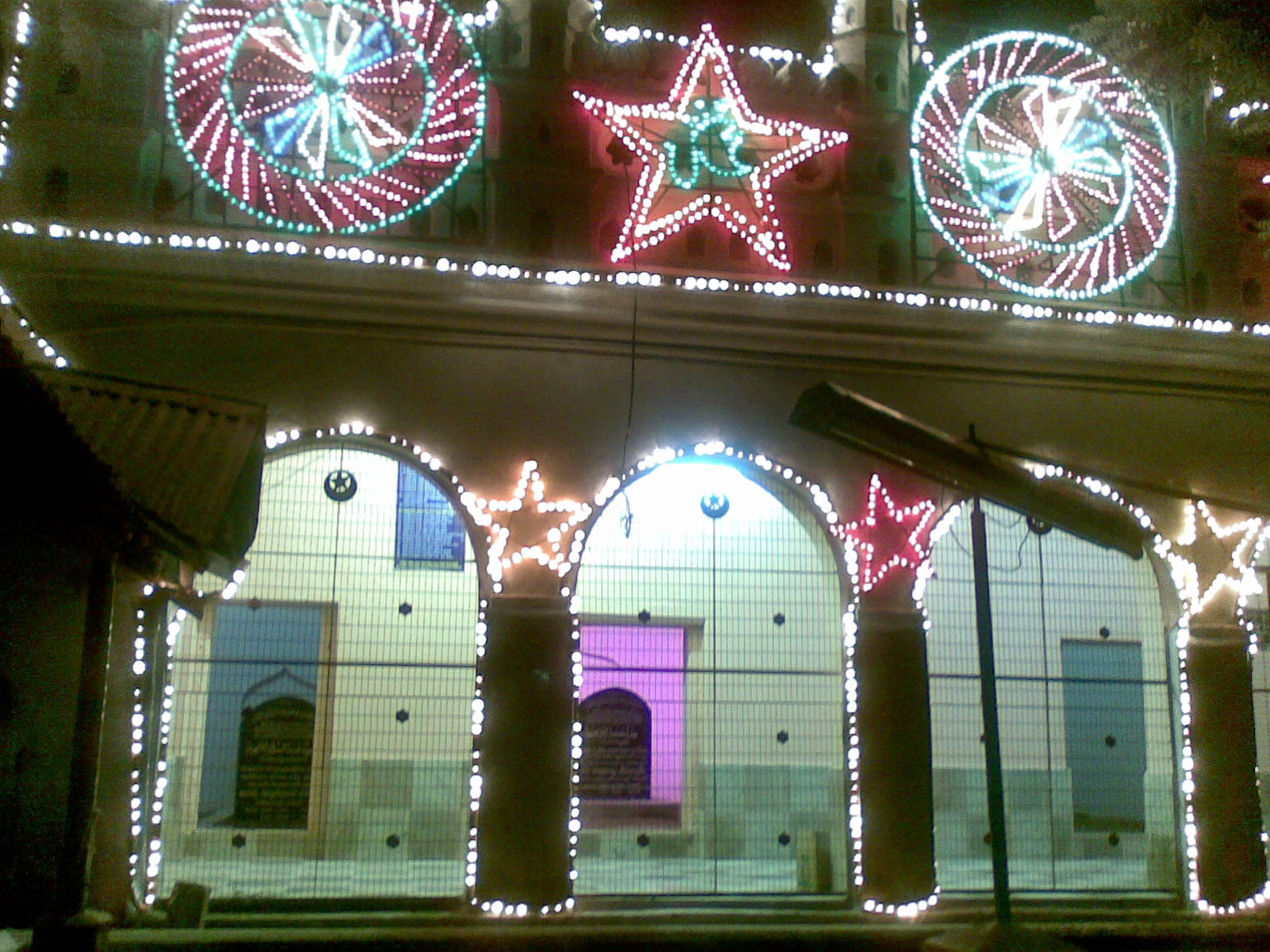